# SN 2010an
SN 2010an – supernowa typu Ia odkryta 11 marca 2010 roku w galaktyce NGC 6109. W momencie odkrycia miała maksymalną jasność 17,00m.